# نعومي أوساكا
نعومي أوساكا (大 坂 な お み Ōsaka Naomi، من مواليد 16 أكتوبر 1997) لاعبة تنس يابانية محترفة، دخلت التاريخ عقب فوزها ببطولة أستراليا المفتوحة للتنس عام 2019 متصدرة التصنيف العالمي للتنس. 
وأول لاعبة تنس يابانية تفوز بدوري الفردي جراند سلام، حيث تغلبت على سيرينا ويليامز في نهائي بطولة الولايات المتحدة المفتوحة عام 2018. بمجموعتين دون رد بواقع 6 /2 و6 /4. وحصدت أوساكا بذلك أول لقب لها في بطولات الجراند سلام الأربع الكبرى وحققت إنجازا تاريخيا لبلادها، حيث باتت أول لاعبة تنس يابانية تفوز بلقب إحدى بطولات «جراند سلام». وبذلك وصلت أوساكا إلى مرتبة 7 عالمياً.

## نهائيات بطولة غراند سلام

### الفردي: 3 (بطولتين ، 1 معلقة)
| نتيجة | عام  | المسابقة                        | الارضية | الخصم             | النقاط                |
| ----- | ---- | ------------------------------- | ------- | ----------------- | --------------------- |
| فوز   | 2018 | بطولة أمريكا المفتوحة للتنس     | Hard    | سيرينا ويليامز    | 6–2, 6–4              |
| فوز   | 2019 | بطولة أستراليا المفتوحة         | هارد    | بيترا كفيتوفا     | 7–6 (7–2) ، 5–7 ، 6–4 |
| فوز   | 2020 | بطولة الولايات المتحدة المفتوحة | صعبة    | فيكتوريا أزارينكا |                       |
| فوز   | 2020 | أستراليا المفتوحة 2021          |         | جينيفر برادي      |                       |

## روابط خارجية
- نعومي أوساكا على موقع IMDb (الإنجليزية)
- نعومي أوساكا على موقع رابطة محترفات التنس (الإنجليزية)
- نعومي أوساكا على موقع الاتحاد الدولي لكرة المضرب (الإنجليزية)
- نعومي أوساكا على موقع كأس بيلي جين كينغ (الإنجليزية)
- نعومي أوساكا على موقع بطولة ويمبلدون (الإنجليزية)
- نعومي أوساكا على موقع خلاصة التنس.كوم (الإنجليزية)
- نعومي أوساكا على موقع إي إس بي إن.كوم (الإنجليزية)
- نعومي أوساكا على موقع اللجنة الأولمبية الدولية (الإنجليزية)
- نعومي أوساكا على موقع أوليمبيديا (الإنجليزية)